# Sonnac (Charente-Maritime)
Sonnac ist eine französische Gemeinde mit 503 Einwohnern (Stand: 1. Januar 2022) im Département Charente-Maritime in der Region Nouvelle-Aquitaine (vor 2016: Poitou-Charentes); sie gehört zum Arrondissement Saint-Jean-d’Angély und zum Kanton Matha. Die Einwohner werden Sonnacais und Sonnacaises genannt.

## Geographie
Sonnac liegt etwa 75 Kilometer ostsüdöstlich von La Rochelle in der Saintonge. Umgeben wird Sonnac von den Nachbargemeinden Haimps im Norden, Louzignac im Osten, Brie-sous-Matha im Osten und Südosten, Bréville im Süden und Südosten, Mons im Südwesten, Thors im Westen und Südwesten sowie Matha im Westen und Nordwesten.

## Bevölkerungsentwicklung
| Jahr                       | 1962 | 1968 | 1975 | 1982 | 1990 | 1999 | 2006 | 2017 |
| Einwohner                  | 705  | 673  | 671  | 558  | 536  | 540  | 529  | 505  |
| Quellen: Cassini und INSEE |      |      |      |      |      |      |      |      |

## Sehenswürdigkeiten
- Kirche Saint-Étienne aus dem 15. Jahrhundert

Siehe auch: Liste der Monuments historiques in Sonnac (Charente-Maritime)

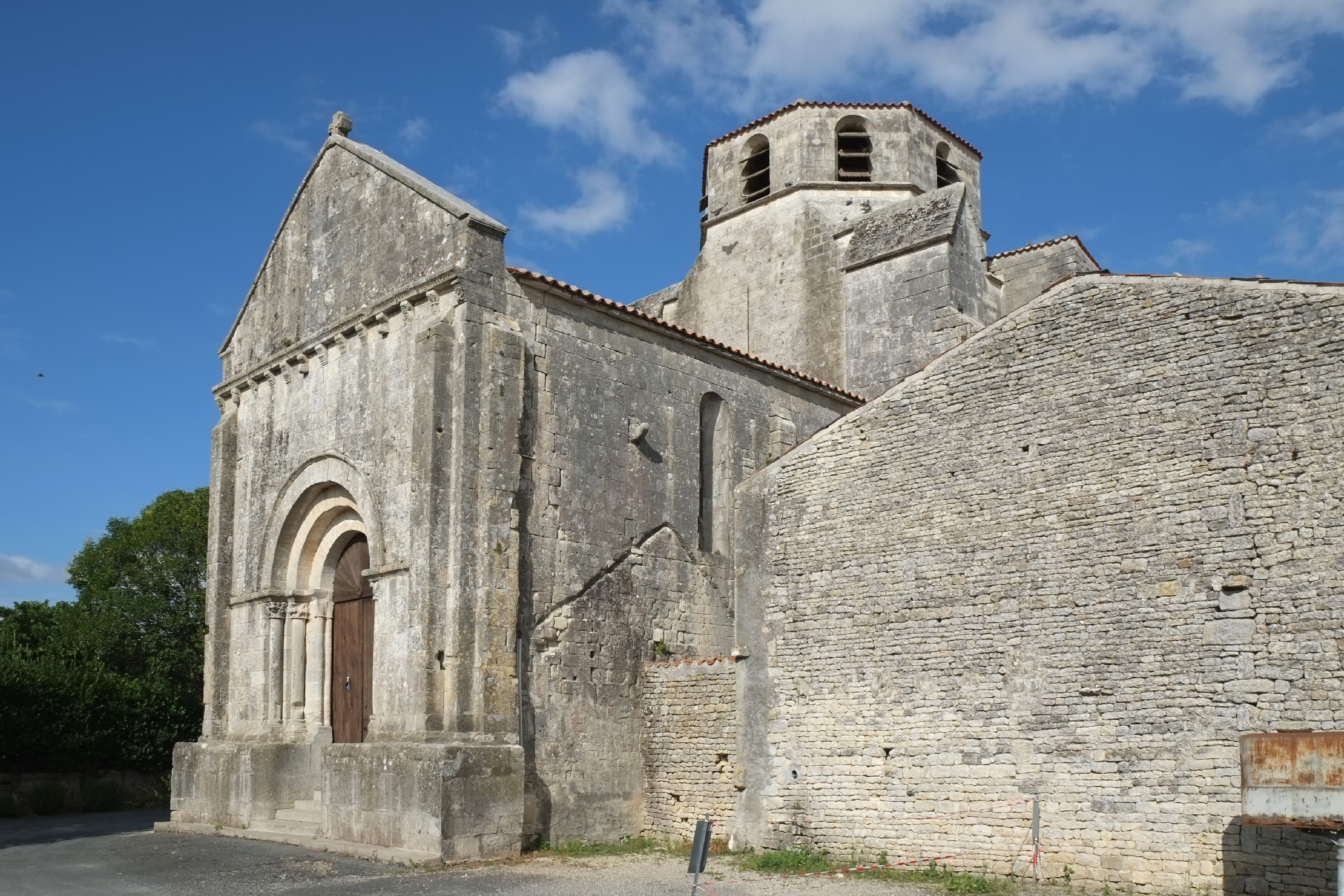
Kirche Saint-Étienne

## Persönlichkeiten
- Henri Coudreau (1859–1899), Historiker, Geograph und Entdecker, in Sonnac geboren